# From the Knees of my Nose to the Belly of my Toes

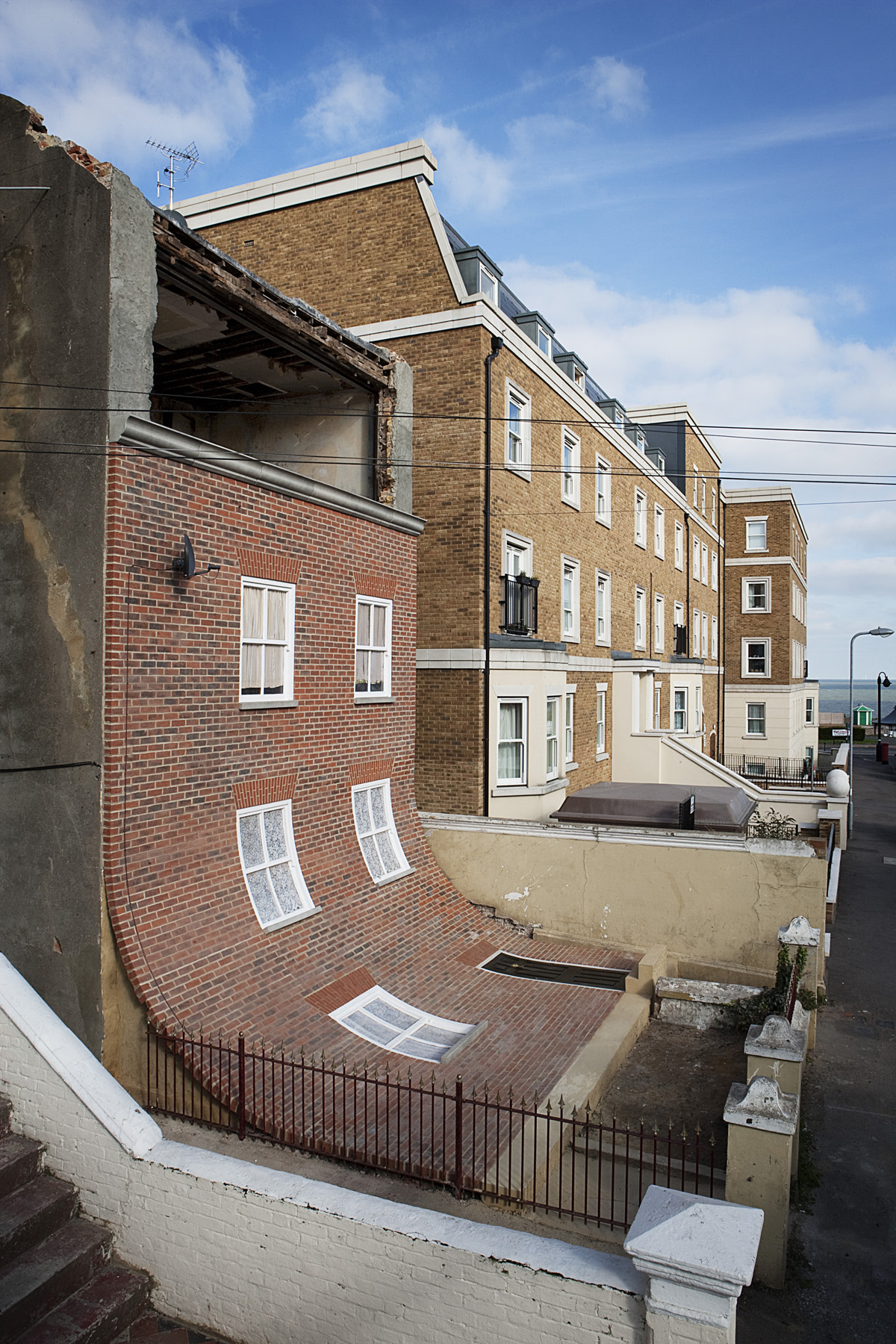
From the knees of my nose to the belly of my toes

From the Knees of my Nose to the Belly of my Toes (em português: "Dos Joelhos do meu Nariz até o Umbigo dos meus Dedos do Pé") foi uma escultura e instalação pública de arte, do artista Alex Chinneck, que permaneceu em Cliftonville, Margate entre 2013 e 2014. A casa estava vazia por onze anos antes do projeto de Chinneck, e foi posteriormente restaurada para servir como habitação. A instalação criou a impressão de que a fachada do prédio havia escorregado, e foi construída a um custo de £100 000 com materiais doados por membros da indústria britânica que colaboraram no projeto.